# Tretower Castle
Tretower Castle (walisisk: Castell Tretŵr) er ruinen af en borg fra middelalderen i landsbyen Tretower i Powys i Wales. Den blev opført i begyndelsen af 1100-tallet som en motte and bailey-fæstning. Omkring midten af 1100-tallet blev denne sandsynligvis erstattet af et keep i sten. Borgen blev udbygget yderligere i begyndelsen af 1200-tallet, men den gik siden i forfald.